# 비세 다옌

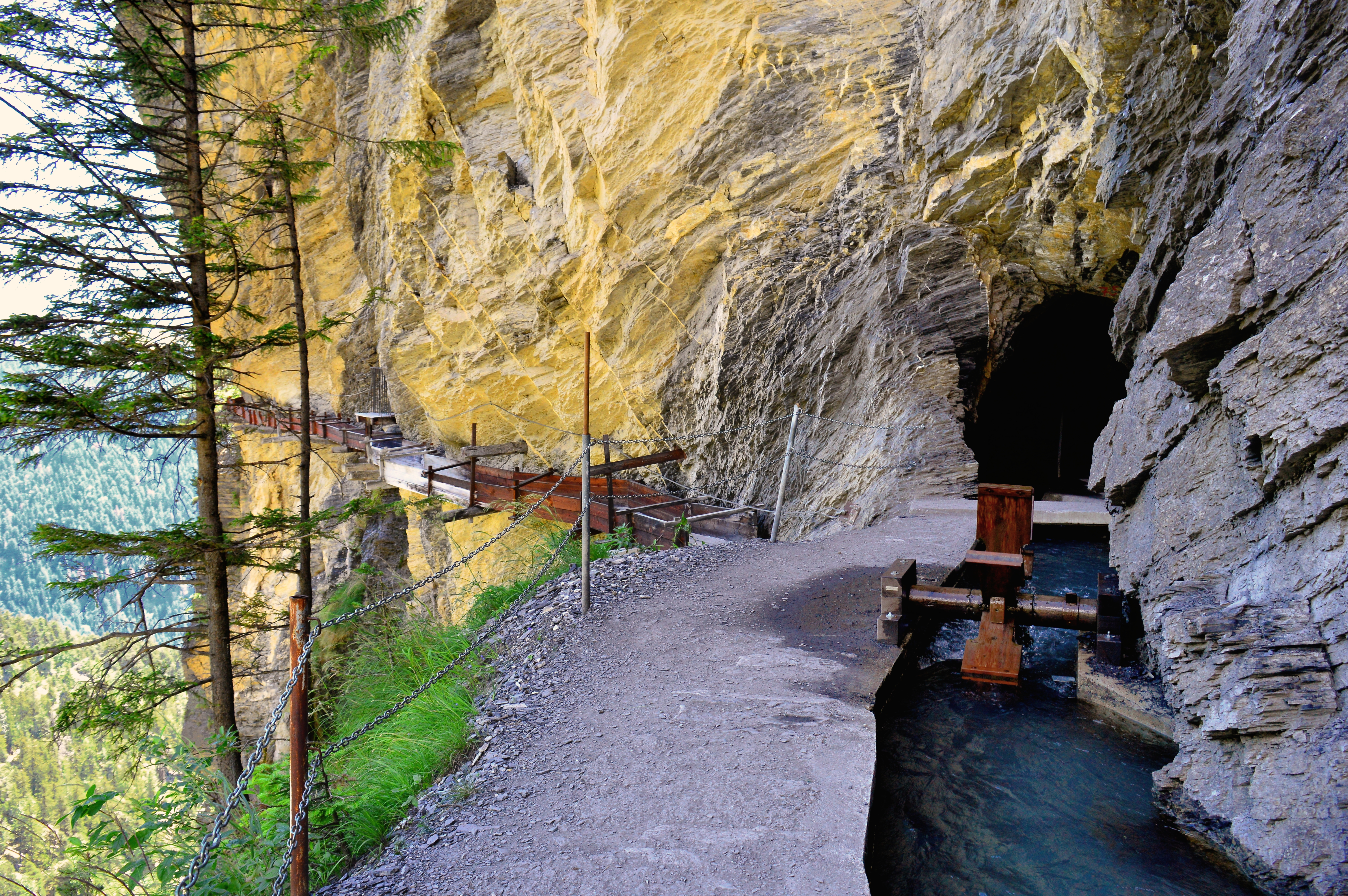
비스 데 아이엔의 토랑-크와 구간

비스 데 아이엔(Bisse d'Ayent)는 발레 (Valais)지역의 전통적인 관개용 수로인 비스 (bisse)이다. 이 수로는 츠이지에 저수지(Tseuzier reservoir)에서 시작하여 아이엔(Ayent)과 그리미수아(Grimisuat) 지방의 포도원과 목초지를 관개한다.
비스 데 아이엔은 스위스에서 가장 건조한 지역 중 하나인 시옹(Sion)의 산위에 위치한다. 1442년에 건설된 이 수로는 츠위지에 댐(해발 1777m 아래) 아래에 위치한 리에네 강에서 물을 직접 공급받는다. 츠위지에 댐은 와일드 혼의 물을 받아들이는데, 이는 정상에 있는 작은 빙하를 포함한다. 이 비스는 6월부터 10월까지 물을 공급한다.
비스의 첫 부분은 장관적인데, 이 구간은 절벽 가운데를 통과한다. 당시 비스는 수십 미터 높이의 수직 벽면에 고정된 나무로 된 운하를 따라 지나갔다. 이 구간은 1831년에 터널을 파는 작업을 통해 폐기되었고, 1991년에 복원되었지만 운행은 되지 않았다. 터널 입구 근처에는 수로 경비원이 물이 정상적으로 흐르는지를 파악하기 위한 망치가 있었다. 비스를 따라 이어지는 산책로는 역사적으로 물의 흐름을 확인하기 위해 경비원이 걸었던 길이며, 오늘날에는 등산객들이 이 길을 따라 다니기도 한다. 현재 비스는 대부분의 구간에 물이 가득 차 있다.
2019년, 스위스 국립은행(SNB)은 새 시리즈의 디자인을 공개했는데, 100프랑짜리 지폐의 뒷면에는 비스 데 아이엔의 토랑-크와 구간이 그려져 있다.
|  |  |

## 추가 자료
- Agriculture in Switzerland § Irrigation